# أشلي جونز
أشلي جونز (بالإنجليزية: Ashlee Jones)‏ (4 أغسطس 1987 في المملكة المتحدة - ) هو لاعب كرة قدم بريطاني في مركز حراسة المرمى. لعب مع بوريهام وود إف سي ودارلينجتون إف سى وروشدين ودايموندز ونادي كرولي تاون ونادي ليستون وويكمب وندررز وبرينتري تاون ونادي كينغستونيان وكانفي آيلاند وبوترز بار تاون وBasingstoke Town F.C. ‏ ونادي فيشر أثليتيك وبيليريكاي تاون وHarrow Borough F.C. ‏ ولوستوفت تاون ‏.

## وصلات خارجية
- أشلي جونز على موقع قاعدة بيانات كرة القدم.إي يو (الإنجليزية)
- أشلي جونز على موقع Soccerbase.com (لاعب) (الإنجليزية)